# The Ladykillers (1955)
The Ladykillers is een Britse filmkomedie uit 1955, van de Ealing Studios. Het is de laatste grote film die bij Ealing gemaakt werd voor de verkoop aan de BBC, en geldt als de afsluiting van het gouden tijdperk van Ealing Studios.
De regie werd gevoerd door Alexander Mackendrick; met Alec Guinness en Katie Johnson in de hoofdrol.

## Verhaal
Ter voorbereiding van een bankroof huurt een boevenbende kamers bij de oude mevrouw Wilberforce, die denkt dat ze muzikanten zijn. Wanneer de boeven besluiten het oude vrouwtje te vermoorden, overkomt hun plots het ene probleem na het andere.

## Rolverdeling
| Acteur          | Personage           |
| --------------- | ------------------- |
| Alec Guinness   | Professor Marcus    |
| Cecil Parker    | Claude              |
| Herbert Lom     | Louis               |
| Peter Sellers   | Harry               |
| Danny Green     | One-Round           |
| Jack Warner     | Commissaris         |
| Katie Johnson   | Mevrouw Wilberforce |
| Philip Stainton | Brigadier           |
| Frankie Howerd  | Venter              |

## Overig
De film werd genomineerd voor een Oscar, maar won deze niet. Wel won de film twee BAFTA Awards.
In 2004 is er een remake gemaakt, met dezelfde titel.